# 僕は今日も
『僕は今日も』（ぼくはきょうも）は日本のシンガーソングライター・Vaundyの楽曲。自身3作目の配信限定シングルとして2020年2月7日にリリースされた。

## 概要
本楽曲はVaundyが活動開始前の2019年2月に制作された。
Vaundyは楽曲について
と話していた。
リリースから約1年後には「怪獣の花唄」とともにマルハニチロTVCM楽曲に起用された。
2023年11月には日本レコード協会にてストリーミング認定ゴールドを獲得した。

## ミュージックビデオ
監督は勝見拓矢が務めた。
Vaundyは
とコメントしている。

## 収録内容
| #  | タイトル       | 作詞・作曲・編曲 | 時間 |
| -- | -------------- | ---------------- | ---- |
| 1. | 「僕は今日も」 | Vaundy           | 5:27 |

## タイアップ
- マルハニチロ 新中華街シリーズ「あなたのために」編 CMソング